# Daily-Bul
Le Daily-Bul ou Daily Bul ou Daily Bûl est une pensée, une revue et une maison d'édition créée par André Balthazar et Pol Bury à La Louvière en 1957 dans la mouvance du mouvement CoBrA et du surréalisme belge.

## Histoire - Activités
À l'origine du Daily-Bul se trouvent les éditions de Montbliart créées en 1955 par les mêmes. L'emblème en est un escargot imaginé par le poète Marcel Havrenne, membre du groupe Rupture.

Selon Marcel Havrenne, 

« la pensée bul n’est pas souvent ce qu’on croit ; elle en serait même, le cas échéant, tout le contraire. »

La revue Daily Bul n'a eu que 14 numéros entre 1957 et 1983, mais a publié des textes de Pol Bury, Christian Dotremont, Pierre Alechinsky, Achille Chavée, Folon, Roland Topor, Pierre Puttemans, Marcel et Gabriel Piqueray. 
La maison d'édition publie notamment ces auteurs et est subventionnée par la Fédération Wallonie-Bruxelles. De 1965 à 1979, elle a publié en complète auto-édition la collection des « Poquettes volantes », 62 volumes très abordables, au format de 13,5 x 10,5 cm, entre autres pour permettre son envoi sous simple enveloppe,.  
Le Daily Bul, ou « Centre Daily-Bul & C° », est aussi un centre d'archives et d'expositions,.

### Hommage
Une rue de La Louvière, anciennement rue Jules Thiriar, est ainsi nommée rue Daily Bûl en son honneur.